# Dicranomyia lackschewitzi
Dicranomyia lackschewitzi är en tvåvingeart som beskrevs av Edwards 1928. Dicranomyia lackschewitzi ingår i släktet Dicranomyia och familjen småharkrankar. Inga underarter finns listade i Catalogue of Life.